# Velika nagrada Brazilije 2003
Velika nagrada Brazilije 2003 je bila tretja dirka Svetovnega prvenstva Formule 1 v sezoni 2003. Odvijala se je 6. aprila 2003.

## Rezultati

### Kvalifikacije
| Poz | Št | Dirkač                | Konstruktor      | 1. del    | 2. del   | Zaostanek |
| --- | -- | --------------------- | ---------------- | --------- | -------- | --------- |
| 1   | 2  | Rubens Barrichello    | Ferrari          | 1:23,249  | 1:13,807 |           |
| 2   | 5  | David Coulthard       | McLaren-Mercedes | 1:24,655  | 1:13,818 |           |
| 3   | 14 | Mark Webber           | Jaguar-Cosworth  | 1:23,111  | 1:13,851 |           |
| 4   | 6  | Kimi Räikkönen        | McLaren-Mercedes | 1:24,607  | 1:13,866 |           |
| 5   | 7  | Jarno Trulli          | Renault          | 1:26,557  | 1:13,953 |           |
| 6   | 4  | Ralf Schumacher       | Williams-BMW     | 1:26,709  | 1:14,124 |           |
| 7   | 1  | Michael Schumacher    | Ferrari          | 1:25,585  | 1:14,130 |           |
| 8   | 11 | Giancarlo Fisichella  | Jordan-Ford      | 1:26,726  | 1:14,191 |           |
| 9   | 3  | Juan-Pablo Montoya    | Williams-BMW     | 1:27,961  | 1:14,223 |           |
| 10  | 8  | Fernando Alonso       | Renault          | 1:26,203  | 1:14,384 |           |
| 11  | 17 | Jenson Button         | BAR-Honda        | brez časa | 1:14,504 |           |
| 12  | 9  | Nick Heidfeld         | Sauber-Petronas  | 1:27,111  | 1:14,631 |           |
| 13  | 16 | Jacques Villeneuve    | BAR-Honda        | 1:25,672  | 1:14,668 |           |
| 14  | 10 | Heinz-Harald Frentzen | Sauber-Petronas  | 1:26,375  | 1:14,839 |           |
| 15  | 20 | Olivier Panis         | Toyota F1        | 1:25,614  | 1:14,839 |           |
| 16  | 12 | Ralph Firman          | Jordan-Ford      | 1:28,083  | 1:15,240 |           |
| 17  | 15 | Antonio Pizzonia      | Jaguar-Cosworth  | 1:25,764  | 1:15,317 |           |
| 18  | 21 | Cristiano da Matta    | Toyota F1        | 1:26,554  | 1:15,641 |           |
| 19  | 19 | Jos Verstappen        | Minardi-Cosworth | 1:26,886  | 1:16,542 |           |
| 20  | 18 | Justin Wilson         | Minardi-Cosworth | 1:28,317  | 1:16,586 |           |

### Dirka
| Poz | Št | Dirkač                | Konstruktor      | Krogi | Čas/Odstop          | Št. m. | Toč |
| --- | -- | --------------------- | ---------------- | ----- | ------------------- | ------ | --- |
| 1   | 11 | Giancarlo Fisichella  | Jordan-Ford      | 54    | 1:31:17,748         | 8      | 10  |
| 2   | 6  | Kimi Räikkönen        | McLaren-Mercedes | 54    | + 0,945 s           | 4      | 8   |
| 3   | 8  | Fernando Alonso       | Renault          | 54    | + 6,348 s / Trčenje | 10     | 6   |
| 4   | 5  | David Coulthard       | McLaren-Mercedes | 54    | + 8,096 s           | 2      | 5   |
| 5   | 10 | Heinz-Harald Frentzen | Sauber-Petronas  | 54    | + 8,642 s           | 14     | 4   |
| 6   | 16 | Jacques Villeneuve    | BAR-Honda        | 54    | + 16,054 s          | 13     | 3   |
| 7   | 4  | Ralf Schumacher       | Williams-BMW     | 54    | + 38,526 s          | 6      | 2   |
| 8   | 7  | Jarno Trulli          | Renault          | 54    | + 45,927 s          | 5      | 1   |
| 9   | 14 | Mark Webber           | Jaguar-Cosworth  | 53    | Trčenje             | 3      |     |
| 10  | 21 | Cristiano da Matta    | Toyota           | 53    | +1 krog             | 18     |     |
| Ods | 2  | Rubens Barrichello    | Ferrari          | 46    | Dovod goriva        | 1      |     |
| Ods | 17 | Jenson Button         | BAR-Honda        | 32    | Trčenje             | 11     |     |
| Ods | 19 | Jos Verstappen        | Minardi-Cosworth | 30    | Zavrten             | 19     |     |
| Ods | 1  | Michael Schumacher    | Ferrari          | 26    | Trčenje             | 7      |     |
| Ods | 3  | Juan Pablo Montoya    | Williams-BMW     | 24    | Trčenje             | 9      |     |
| Ods | 15 | Antônio Pizzonia      | Jaguar-Cosworth  | 24    | Trčenje             | 17     |     |
| Ods | 20 | Olivier Panis         | Toyota           | 17    | Trčenje             | 15     |     |
| Ods | 12 | Ralph Firman          | Jordan-Ford      | 17    | Vzmetenje           | 16     |     |
| Ods | 18 | Justin Wilson         | Minardi-Cosworth | 15    | Zavrten             | 20     |     |
| Ods | 9  | Nick Heidfeld         | Sauber-Petronas  | 8     | Motor               | 12     |     |